# Аль-Тавра Спортс Сити Стэдиум
Аль-Тавра́ Спортс Сити Стэдиум (араб. مدينة الثورة الرياضية‎; англ. Althawra Sports City Stadium) — многофункциональный стадион, расположенный в столице Йемена — Сане, на улице Аль-Тавра. Открыт в 1986 году, может вмещать в себя 30 тысяч зрителей. Главный и крупнейший стадион Йемена. Является домашним стадионом национальной сборной Йемена по футболу и ряда местных футбольных клубов. В настоящее время сборная Йемена временно проводит свои домашние матчи за пределами Йемена, в основном в Катаре, из-за нестабильной ситуации в стране.
Стадион получил значительные повреждения в ходе вооружённого конфликта, который продолжается с сентября 2014 года. В ходе последующего вторжения в Йемен арабских государств, стадион практически разрушен.